# معركة البستان
معركة البستان وقعت في 15 أبريل 1277 في مدينة البستان شمال سوريا، ضمن الأقاليم السورية الشمالية (تحت حكم تركيا اليوم)، وهي تقع جنوب الاناضول وتحديداً في محافظة مرعش، ولا تزال تحمل هذا الأسم حتى اليوم. وقعت بين السلطان المملوكي الظاهر بيبرس وبين المغول وكان هناك الجورجيون وسلاجقة الروم الذين عززوا بأعدادهم مع المغول.

## خلفية المعركة
بعد هزيمة سلاجقة الروم في معركة جبل كوسه في 1243م، أرسل وزير الدولة السلجوقية بروانه معين الدين الذي كان تحت حكم المغول، رسائل إلى السلطان المملوكي بيبرس، يدعوه إلى الأناضول ويطلب منه إنقاذ نفسه من المغول. أيضا -قبل سنة من معركة البستان- أعلن وأقسم أمراء السلاجقة الكبار على رأسهم شرف الدين مسعود وضياء الدين محمود ابن الخطيري، وأمين الدين ميكائيل، وحسام الدين ميجار، وولده بهاء الدين، على أن يدينوا بالطاعة للسلطان الظاهر بيبرس وأن يعادوا أباقا وأتباعه ويتحرروا من سلطته عليهم.
وكُتب إلى الظاهر بيبرس بذلك، وأن يرسل إليهم جيشا لمواجهة المغول، على أن يكون غياث الدين كيخسرو على ما هو عليه، يجلس على سلطنة سلاجقة الروم.
رغم تأخر بيبرس إلا أن أخيرا لبى هذه الدعوات، وغادر السلطان بيبرس القاهرة في 25 فبراير 1277م ووصل إلى دمشق في 24 مارس 1277، ثم حلب. وفي ربيع عام 1277، غادر حلب واتجه نحو الأناضول.

## المعركة
قد تحالف مغول الإيلخانة مع سلاجقة الأناضول، وانضم
إليهم الصليبين الذين شيدوا مملكة صغيرة لهم في جورجيا، إضافة إلى وجود كتائب فارسية في صفوف الإيلخانة بحكم سيطرتها على مساحات مما يعرف اليوم بإيران.
هاجم المغول أولاً وهاجموا سلاح الفرسان المملوكي الثقيل. في بداية المعركة قتل أيضا العديد من البدو غير النظاميين في جيش المماليك. وتركز هجومهم في الجناح الأيسر لجيش المماليك. وأسفر ذلك عن مقتل سنجقية حاملي لواء السلطان. لكن المماليك تمكنوا من إعادة تجميع صفوفهم وشن هجوم مضاد. ذهب بيبرس نفسه مع عدد قليل من القوات للتعامل مع الجناح الأيمن المغولي الذي كان يقصف جناحه الأيسر. أمر بيبرس قوة من الجيش من حماة بتعزيز يساره. تمكنت الأعداد المملوكية الكبيرة من التغلب على القوة المغولية. وبدلاً من التراجع، تخلَّى المغول عن خيولهم. تمكن بعض المغول من الفرار واتخذوا مواقع على التلال. بمجرد أن أصبحوا محاصرين، ترجلوا مرة أخرى، وقاتلوا حتى الموت. خلال المعركة، دمر المغول الجناح الأيسر المملوكي، الذي كان يتألف من العديد من البدو غير النظاميين، لكنهم هُزموا في النهاية.
يبدو أن كلا الجانبين كان يتوقع مساعدة من جيش بروانه معين الدين وسلاجقته. حاول بروانه معين الدين أن يكون حليف لكلا الفصيلين لإبقاء خياراته مفتوحة، لكنه فر من المعركة إلى قيصرية وأخذ معه السلطان السلجوقي كيخسرو الثالث وفر إلى توقاد. كان الجيش السلجوقي حاضرًا بالقرب من المعركة، لكنه لم يشارك. بعد المعركة تم أسر العديد من جنود الروم. انضم آخرون إلى المماليك عن طيب خاطر. تم القبض على نجل بروانه معين الدين. بالإضافة إلى ذلك، تم أسر العديد من الضباط المغول والجنود العاديين. أصبح اثنان من الجنود الأسرى، قيبشق وسيف الدين سالار، مماليك قلاوون وسيصبحان أمراء مهمين للغاية. كما تم إنقاذ حياة الضباط المغول.

## ما بعد المعركة
هزمت جيوش السلاجقة والمغول والفرس والصليبين على يد جيوش مماليك مصر وسوريا، ودخل السلطان بيبرس مدينة قيسرية (قيصرية) عاصمة السلاجقة وجلس على عرش السلطنة وتبارى امراء السلاجقة في تقديم الولاء والطاعة لسلطان مصر وسوريا. وفي الاحتفال بالنصر، نهى بيبرس عن قرع طبول البشارة وقال لأمراءه: «كيف لي أن أبتهج؟ كنت أعتقد أنه إذا التقى 10000 فارس من جيشي بـ 30 ألف مغولي، فسأهزمهم. لكنني قابلت 7000 مغولي مع كل جيشي. المغول اثاروا الذعر وفقدت قلبي. المغول انتصروا على جناحي الأيسر وتعرض للضرب على أيديهم. لولا فضل الله لكانوا هزمونا. لو قابلتهم وكانوا مساوون للمسلمين في الحجم أو أكبر منهم، فلن يسير الأمر على ما يرام» 
غادر بيبرس وجيشه الأناضول قبل مجيء سلطان المغول أباقا خان بن هولاكو خان على رأس جيشه وكان يفترض أن يعود بيبرس على رأس الجيش لتثبيت دعائم حكم مصر للأناضول ولكن وفاته المفاجئة منعته.
في غضون ذلك، أعاد خان إيلخانية المغول أباقا تأكيد سلطته في عاصمة سلاجقة الروم. بعد أن قام أباقا بمعاينة ساحة المعركة، أصبح غاضبًا جدًا. وأمر بإعدام السكان المسلمين في قيصرية (عاصمة سلاجقة الروم). وقتل عدد كبير من الناس. اضطر جيش أباقا إلى قمع تمرد القرمان التركمان الذين أعلنوا ولائهم لبيبرس. أرسل جيشًا قوامه 30 ألفًا باتجاه سوريا، لكن بعد أن علم بحجم جيش بيبرس بقيادة أيبك الشيخ، استدعى قواته للعودة. أراد إرسال الجيش في الصيف لكن ضباطه أقنعوه بالانتظار حتى الشتاء. ومع ذلك، لم يتم إرسال البعثة. كان مغول الألخان يعانون من مشاكل لوجستية خاصة بهم، وتم استدعاء العديد من القوات إلى أراضي الإلخانية. عهد أباقا إلى البلاد لأخيه الآخر قونغهورتي وشمس الدين الجويني. في البداية غض أباقا الطرف عن بروانه معين الدين (الذي انسحب في منتصف المعركة). أقنعه النبلاء المغول بإعدامه. وفقًا لملكة أرمينيا هيثوم: «تم أكل لحم بروانه معين الدين من قبل أباقا وكبار المغول كعمل انتقامي.»